# Alpha Mission
Alpha Mission (ASO: Armored Scrum Object en Japón) es un videojuego arcade creado por SNK en 1985. Éste después fue adaptado a la NES/Famicom en 1986. El videojuego dio lugar a una secuela de más éxito en 1991, Alpha Mission II para la plataforma de consola y arcade, Neo-Geo.

## Jugabilidad
Alpha Mission es un juego Matamarcianos, similar a  Xevious en su segregación de armas aire-terreno y aire-aire. Los misiles son usados para destruir enemigos terrenales, mientras que las armas del tipo láser son usadas para oponentes seriales. A lo largo de cada uno de los niveles, el jugador debe rechazar olas de enemigos que amenazan a varias estaciones espaciales y un jefe debe ser derrotado en el final de cada uno. Como en la mayoría de juegos tempranos de este género, cuando el jugador muere, se pierden todas las armas y el jugador se mueve a un punto poco antes de la muerte. La habilidad del jugador también puede ser actualizada para tener más armas poderosas recogiendo varios power-ups a lo largo del nivel.